# Anomalocoelus caecus
Anomalocoelus caecus is een soort in de taxonomische indeling van de platwormen (Platyhelminthes). De worm is tweeslachtig en kan zowel mannelijke als vrouwelijke geslachtscellen produceren. De soort leeft in zeer vochtige omstandigheden. 
De platworm komt uit het geslacht Anomalocoelus. Anomalocoelus caecus werd in 1905 beschreven door Haswell.